# Élections législatives de 1881 dans les Côtes-du-Nord
Les élections législatives dans le Côtes-du-Nord ont lieu les dimanche 21 août 1881 et 4 septembre 1881. Elles ont pour but d'élire les députés représentant le département à la Chambre des députés pour un mandat de quatre années.

## Élections partielles (1877-1881)

### Dinan-1
L'élection de Jérôme Nompère de Champagny (Bonapartiste) a été invalidée le 1er février 1878. Jean-Joseph Even (Centre gauche) a été élu lors de la partielle du 3 mars 1878.

### Loudéac
L'élection de Jean-Baptiste Veillet-Dufrêche (Légitimiste) a été invalidée le 2 février 1878. Charles de Janzé (Centre gauche) a été élu lors de la partielle du 3 mars 1878.

### Saint-Brieuc-1
L'élection de Jean Garnier-Bodéléac (Bonapartiste) a été invalidée le 2 février 1878. Louis Armez (Centre gauche) a été élu lors de la partielle du 3 mars 1878.

### Guingamp-1
L'élection de Charles-Marie de Faucigny-Lucinge (Légitimiste) a été invalidée le 25 mai 1878. Jean-François Huon (Gauche républicaine) a été élu lors de la partielle du 14 juillet 1878.
Jean-François Huon (Gauche républicaine) est décédé le 18 juin 1879. Auguste Ollivier (Légitimiste) est élu lors de la partielle du 14 septembre 1879.

## Députés sortants
| Députés | Députés                       | Parti         | Fonctions lors de l'élection en 1881                                                 |
| ------- | ----------------------------- | ------------- | ------------------------------------------------------------------------------------ |
|         | Louis Armez                   | Centre gauche | Conseiller général de Paimpol, maire de Plourivo. Ingénieur civil.                   |
|         | Charles de Janzé              | Centre gauche | Conseiller général de Loudéac. Ingénieur agronome.                                   |
|         | Jean-Joseph Even              | Centre gauche | Adjoint au maire de Dinan. Avocat, Sous-préfet.                                      |
|         | Charles Huon de Penanster     | Orléaniste    | Conseiller général de Plestin. Propriétaire agricole.                                |
|         | Auguste Ollivier              | Légitimiste   | Conseiller général de Guingamp. Ancien juge au tribunal civil.                       |
|         | Charles Rioust de Largentaye  | Légitimiste   | Conseiller général de Plancoët, maire de Saint-Lormel. Propriétaire agricole.        |
|         | Louis Le Gouzillon de Bélizal | Légitimiste   | Conseiller général de Moncontour. Propriétaire agricole.                             |
|         | Louis Le Provost de Launay    | Bonapartiste  | Conseiller général de La Roche-Derrien. Avocat, Propriétaire agricole.               |
|         | Charles de Goyon de Feltre    | Bonapartiste  | Ancien conseiller général du Guingamp. Attaché d'ambassade et Propriétaire agricole. |

## Mode de scrutin
L'élection se fait au scrutin d'arrondissement, soit un mode uninominal majoritaire à deux tours.
La circonscription pour l'élection est l'arrondissement.Le scrutin est individuel, chaque arrondissement élisant un député. Les arrondissements qui ont plus de cent mille habitants sont divisés. Dans ce cas on élit un député par circonscription électorale. Seul l'arrondissement de Loudéac n'est pas divisé en deux.
L'article 18 précise qu'il faut réunir pour être élu au premier tour :
1. la majorité absolue des suffrages exprimés ;
2. un nombre de suffrages égal au quart des électeurs inscrits.

Au deuxième tour la majorité relative suffit. En cas d'égalité c'est le plus âgé qui est élu.

## Résultats

### Arrondissement de Dinan

#### 1recirconscription
Dinan-1 regroupe les cantons de Dinan-Ouest, Dinan-Est, Évran, Ploubalay et de Caulnes.
| Candidats      | Candidats          | Étiquette            | Premier tour | Premier tour |
| Candidats      | Candidats          | Étiquette            | Voix         | %            |
| -------------- | ------------------ | -------------------- | ------------ | ------------ |
|                | Marin Dagorne      | Clérical-Légitimiste | 5 715        | 51,04        |
|                | Jean-Joseph Even * | Centre gauche        | 5 482        | 48,96        |
|                |                    |                      |              |              |
| Inscrits       | Inscrits           | Inscrits             | 16 034       | 100,00       |
| Votants        | Votants            | Votants              | 11 275       | 70,32        |
| Abstention     | Abstention         | Abstention           | 4 759        | 29,68        |
| Blancs et nuls | Blancs et nuls     | Blancs et nuls       | 78           | 0,69         |
| Exprimés       | Exprimés           | Exprimés             | 11 197       | 99,31        |

*sortant
L'élection est annulée le 10 décembre 1881.

#### 2ecirconscription
Dinan-2 regroupe les cantons de Broons, Jugon-les-Lacs, Matignon, Plancoët et de Plélan-le-Petit.
| Candidats      | Candidats                      | Étiquette      | Premier tour | Premier tour |
| Candidats      | Candidats                      | Étiquette      | Voix         | %            |
| -------------- | ------------------------------ | -------------- | ------------ | ------------ |
|                | Charles Rioust de Largentaye * | Légitimiste    | 9 202        | 92,81        |
|                |                                |                |              |              |
| Inscrits       | Inscrits                       | Inscrits       | ~16 600      | 100,00       |
| Votants        | Votants                        | Votants        | 9 915        | 57,73        |
| Abstention     | Abstention                     | Abstention     | 6 685        | 42,27        |
| Blancs et nuls | Blancs et nuls                 | Blancs et nuls | 713          | 1,58         |
| Exprimés       | Exprimés                       | Exprimés       | 9 202        | 98,42        |

*sortant

### Arrondissement de Guingamp

#### 1recirconscription
Guingamp-1 regroupe les cantons de Bégard, Belle-Isle-en-Terre, Guingamp, Plouagat et de Pontrieux.
| Candidats      | Candidats            | Étiquette           | Premier tour | Premier tour |
| Candidats      | Candidats            | Étiquette           | Voix         | %            |
| -------------- | -------------------- | ------------------- | ------------ | ------------ |
|                | Auguste Ollivier *   | Légitimiste         | 6 135        | 55,23        |
|                | Yves-Marie Le Huérou | Gauche républicaine | 4 974        | 44,77        |
|                |                      |                     |              |              |
| Inscrits       | Inscrits             | Inscrits            | 16 790       | 100,00       |
| Votants        | Votants              | Votants             | 11 193       | 66,67        |
| Abstention     | Abstention           | Abstention          | 5 597        | 33,34        |
| Blancs et nuls | Blancs et nuls       | Blancs et nuls      | 84           | 0,75         |
| Exprimés       | Exprimés             | Exprimés            | 11 109       | 99,25        |

*sortant

#### 2ecirconscription
Guingamp-2 regroupe les cantons de Bourbriac, Callac, Maël-Carhaix, Rostrenen et de Saint-Nicolas-du-Pélem.
| Candidats      | Candidats                  | Étiquette                | Premier tour | Premier tour |
| Candidats      | Candidats                  | Étiquette                | Voix         | %            |
| -------------- | -------------------------- | ------------------------ | ------------ | ------------ |
|                | Charles de Goyon de Feltre | Bonapartiste-Légitimiste | 6 189        | 94,81        |
|                |                            |                          |              |              |
| Inscrits       | Inscrits                   | Inscrits                 | 15 217       | 100,00       |
| Votants        | Votants                    | Votants                  | 6 528        | 42,90        |
| Abstention     | Abstention                 | Abstention               | 8 689        | 57,10        |
| Blancs et nuls | Blancs et nuls             | Blancs et nuls           | 339          | 5,19         |
| Exprimés       | Exprimés                   | Exprimés                 | 6 189        | 94,81        |

### Arrondissement de Lannion

#### 1recirconscription
Lannion-1 regroupe les cantons de Lannion, Plestin-les-Grèves et de Plouaret.
Charles Huon de Penanster (Orléaniste), élu depuis 1871, ne se représente pas.
| Candidats      | Candidats            | Étiquette           | Premier tour | Premier tour |
| Candidats      | Candidats            | Étiquette           | Voix         | %            |
| -------------- | -------------------- | ------------------- | ------------ | ------------ |
|                | Jacques Even         | Gauche républicaine | 4 721        | 52,16        |
|                | Charles de Kergariou | Légitimiste         | 4 330        | 47,84        |
|                |                      |                     |              |              |
| Inscrits       | Inscrits             | Inscrits            | 13 775       | 100,00       |
| Votants        | Votants              | Votants             | 9 069        | 65,84        |
| Abstention     | Abstention           | Abstention          | 4 706        | 24,16        |
| Blancs et nuls | Blancs et nuls       | Blancs et nuls      | 18           | 0,20         |
| Exprimés       | Exprimés             | Exprimés            | 9 051        | 99,80        |

#### 2ecirconscription
Lannion-2 regroupe les cantons de Lézardrieux, Perros-Guirrec, La Roche-Derrien et de Tréguier.
| Candidats      | Candidats                    | Étiquette      | Premier tour | Premier tour |
| Candidats      | Candidats                    | Étiquette      | Voix         | %            |
| -------------- | ---------------------------- | -------------- | ------------ | ------------ |
|                | Louis Le Provost de Launay * | Bonapartiste   | 7 826        | 86,13        |
|                |                              |                |              |              |
| Inscrits       | Inscrits                     | Inscrits       | 14 911       | 100,00       |
| Votants        | Votants                      | Votants        | 9 086        | 60,94        |
| Abstention     | Abstention                   | Abstention     | 5 825        | 39,06        |
| Blancs et nuls | Blancs et nuls               | Blancs et nuls | 1 260        | 13,87        |
| Exprimés       | Exprimés                     | Exprimés       | 7 826        | 86,13        |

*sortant

### Arrondissement de Loudéac
Loudéac regroupait les cantons de La Chèze, Collinée, Corlay, Gouarec, Loudéac, Merdrignac, Mûr-de-Bretagne, Plouguenast et d'Uzel.
| Candidats      | Candidats                 | Étiquette      | Premier tour | Premier tour |
| Candidats      | Candidats                 | Étiquette      | Voix         | %            |
| -------------- | ------------------------- | -------------- | ------------ | ------------ |
|                | Augustin Boscher-Delangle | Légitimiste    | 8 809        | 52,50        |
|                | Charles de Janzé *        | Centre gauche  | 7 970        | 47,50        |
|                |                           |                |              |              |
| Inscrits       | Inscrits                  | Inscrits       | 23 804       | 100,00       |
| Votants        | Votants                   | Votants        | 16 919       | 71,08        |
| Abstention     | Abstention                | Abstention     | 6 885        | 28,92        |
| Blancs et nuls | Blancs et nuls            | Blancs et nuls | 140          | 0,83         |
| Exprimés       | Exprimés                  | Exprimés       | 16 779       | 99,17        |

*sortant
L'élection a été annulée le 24 novembre 1881.

### Arrondissement de Saint-Brieuc

#### 1recirconscription
Saint-Brieuc-1 regroupait les cantons de Châtelaudren, Étables, Lanvollon, Paimpol, Plouha et de Saint-Brieuc-Nord.
| Candidats      | Candidats          | Étiquette      | Premier tour | Premier tour |
| Candidats      | Candidats          | Étiquette      | Voix         | %            |
| -------------- | ------------------ | -------------- | ------------ | ------------ |
|                | Louis Armez *      | Centre gauche  | 8 632        | 60,31        |
|                | Bruno de Boisgelin | Légitimiste    | 5 682        | 39,69        |
|                |                    |                |              |              |
| Inscrits       | Inscrits           | Inscrits       | 23 168       | 100,00       |
| Votants        | Votants            | Votants        | 14 332       | 61,86        |
| Abstention     | Abstention         | Abstention     | 8 836        | 38,14        |
| Blancs et nuls | Blancs et nuls     | Blancs et nuls | 18           | 0,12         |
| Exprimés       | Exprimés           | Exprimés       | 14 314       | 99,88        |

*sortant

#### 2ecirconscription
Saint-Brieuc-2 regroupait les cantons de Lamballe, Moncontour, Pléneuf, Plœuc, Quintin et de Saint-Brieuc-Midi.
| Candidats      | Candidats                       | Étiquette      | Premier tour | Premier tour |
| Candidats      | Candidats                       | Étiquette      | Voix         | %            |
| -------------- | ------------------------------- | -------------- | ------------ | ------------ |
|                | Louis Le Gouzillon de Bélizal * | Légitimiste    | 10 820       | 82,30        |
|                |                                 |                |              |              |
| Inscrits       | Inscrits                        | Inscrits       | 24 064       | 100,00       |
| Votants        | Votants                         | Votants        | 13 424       | 55,79        |
| Abstention     | Abstention                      | Abstention     | 10 640       | 44,21        |
| Blancs et nuls | Blancs et nuls                  | Blancs et nuls | 2 604        | 17,70        |
| Exprimés       | Exprimés                        | Exprimés       | 10 820       | 82,30        |

*sortant

## Députés élus
| Députés | Députés                         | Parti                | Fonctions lors de l'élection en 1881                                                 |
| ------- | ------------------------------- | -------------------- | ------------------------------------------------------------------------------------ |
|         | Jacques Even                    | Gauche républicaine  | Maire du Vieux-Marché. Médecin.                                                      |
|         | Louis Armez *                   | Centre gauche        | Conseiller général de Paimpol, maire de Plourivo. Ingénieur civil.                   |
|         | Marin Dagorne                   | Clérical-Légitimiste | Abbé, supérieur de l'école des Cordeliers.                                           |
|         | Augustin Boscher-Delangle       | Légitimiste          | Conseiller général et maire de Loudéac. Banquier, Zouave pontifical.                 |
|         | Auguste Ollivier *              | Légitimiste          | Conseiller général de Guingamp. Ancien juge au tribunal civil.                       |
|         | Charles Rioust de Largentaye *  | Légitimiste          | Conseiller général de Plancoët, maire de Saint-Lormel. Propriétaire agricole.        |
|         | Louis Le Gouzillon de Bélizal * | Légitimiste          | Conseiller général de Moncontour. Propriétaire agricole.                             |
|         | Louis Le Provost de Launay *    | Bonapartiste         | Conseiller général de La Roche-Derrien. Avocat, Propriétaire agricole.               |
|         | Charles de Goyon de Feltre *    | Bonapartiste         | Ancien conseiller général du Guingamp. Attaché d'ambassade et Propriétaire agricole. |